# Баде Ишчил
Баде Ишчил (на турски: Bade İşçil) е турска актриса, известна с участието си в сериалите Езел и Север Юг.

## Биография
Баде Ишчил е родена на 8 август 1983 г. в град Истанбул.

## Филмография
- 2007 Metropol Cafe
- 2009 – 2011 Езел, Ezel

- 2011 – 2013 Север Юг, Kuzey Güney
- 2015 Muhteşem Yüzyıl-Kösem
- 2017 – 2018 Малки убийства, Ufak Tefek Cinayetler
- 2020 Aşk 101 - Işik (adult)